# 拉斯·富尔切尔
拉塞尔·马克·富尔切尔（1962年3月9日—），美國商人、政治人物，自2019年起担任爱达荷州第一国会选区聯邦眾議員。

## 外部連結
- Congressman Russ Fulcher （页面存档备份，存于） official U.S. House website
- Close partner Brandi Swindell （页面存档备份，存于）
- Russ Fulcher for Congress （页面存档备份，存于）

- Financial details （页面存档备份，存于） at  OpenSecrets
- C-SPAN內的頁面（英文）